# Atlanta Rhythm Section '96
Atlanta Rhythm Section '96 is een studioalbum en verzamelalbum van Atlanta Rhythm Section. De band zit dan al jaren op dood spoor en liet af en toe van zich horen. Dit album bestaat uit opnieuw opgenomen successen vanuit het verleden. De muziek klinkt iets grover dan de originelen. Het album dat in verschillende hoedanigheden bij verschillende platenlabels verscheen kon het succes niet terugbrengen; het werkte eerder mee aan de voortzetting van het verval. 

## Musici
- Ronnie Hammond – zang
- Barry Bailey, Steve Stone – gitaar
- Justin Senker – basgitaar
- Dean Daughtry – toetsinstrumenten
- Sean Bruke – slagwerk

## Tracklist
| Nr. | Titel                                                        | Duur |
| --- | ------------------------------------------------------------ | ---- |
| 1.  | So into you (Buie, Robert Nix, Daughtry)                     | 6:42 |
| 2.  | Champagne jam (Buie, Nix, J.R. Cobb)                         | 4:43 |
| 3.  | Jukin’ (Buie, Nix)                                           | 3:32 |
| 4.  | Imaginary lover (Buie, Nix, Daughtry)                        | 5:05 |
| 5.  | Spooky (Buie, Cobb, Middlebrooks)                            | 4:55 |
| 6.  | Doraville (Buie, Nix, Bailey)                                | 3:35 |
| 7.  | Georgia rhythm (Buie, Nix, Cobb)                             | 5:29 |
| 8.  | Free spirit (Buie, Nix, Hammond)                             | 3:58 |
| 9.  | I’m not gonna let it bother me tonight (Buie, Nix, Daughtry) | 4:31 |
| 10. | Do it or die (Buie, Hammond, Cobb)                           | 3:18 |
| 11. | Dog Days (Buie, Nix, Daughtry)                               | 3:35 |
| 12. | Homesick (Buie, Cobb)                                        | 4:58 |